# Pasmo 3,4 GHz
Pasmo 3,4 GHz (9 cm) – pasmo radiowe, przyznane krótkofalowcom, zawiera się w zakresie fal centymetrowych w przedziale od 3,400 do 3,475 GHz.

## Podział pasma 3,4 GHz[1]
| Częstotliwość w MHz | Rodzaje emisji                                 | Przeznaczenie                           | Przeznaczenie                                      |
| ------------------- | ---------------------------------------------- | --------------------------------------- | -------------------------------------------------- |
| 3400,000 – 3402,800 | Emisje wąskopasmowe                            | 3400,100 3400,750 – 3400,800            | Centrum aktywności i EME Lokalne radiolatarnie (e) |
| 3400,800 – 3400,995 | Wyłącznie radiolatarnie (d)                    |                                         |                                                    |
| 3401,000 – 3402,000 | Emisje wąskopasmowe                            |                                         |                                                    |
| 3402,000 – 3410,000 | Downlinki Satelitarne (a) (c) Wszystkie emisje |                                         |                                                    |
| 3410,000 – 3475,000 | Wszystkie emisje                               | 3420,000 – 3430,000 3450.000 – 3455.000 | Komunikacja cyfrowa                                |

- (a) Przypis EU17 CEPT zezwala na pracę Służby Amatorskiej w paśmie 3400 – 3410 MHz
- (b) Centrum aktywności EME przeniesiono z 3456 MHz na 3400,100 MHz w celu promocji zharmonizowanego użycia i aktywności
- (c) Amatorska Służba Satelitarna ma przydzielony zakres częstotliwości 3400 – 3410 MHz w 2 i 3 Regionie IARU oraz w niektórych krajach 1 Regionu IARU.
- (d) Zakres częstotliwości 3400,750 – 3400,800 MHz może być przydzielony na lokalne radiolatarnie (maks. 10 W ERP) przez organizacje narodowe.
- (e) Koordynacja radiolatarni opisana jest w VHF Manager Handbook.